# Технологічний університет імені К.Н.Тусі
Технологічний університет імені К. Н. Тусі (КНТУ) (перс. دانشگاه صنعتی خواجه نصيرالدين طوسی) — державний університет у Тегерані, Іран, названий на честь середньовічного перського вченого Хадже Насіра Тусі. Університет вважається одним з найпрестижніших державних закладів вищої освіти в Ірані. Прийом до університету є надзвичайно конкурентоспроможним, і для вступу на всі бакалаврські та аспірантські програми необхідний бал серед найкращих 1 % студентів на вступному іспиті в Іранський університет, який також називають «Konkoor», що походить від подібного французького слова «concours» конкуренція.

## Історія

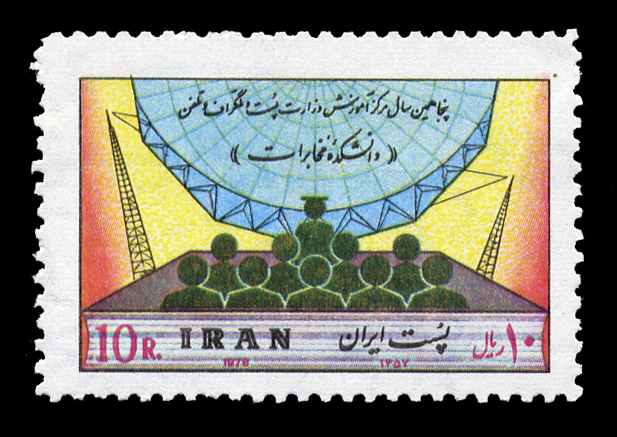
Штамп пам'яті 50-ї річниці

Університет був заснований в 1928 році, під час правління Реза-шаха Пехлеві, в Тегерані і був названий «Інститут зв'язку» (перс. دانشکده مخابرات). Тому він вважається найстарішим внз країни. (Іран університетів 800 до 2000 років тому, від якого залишилися тільки назви, руїни та історії науки.)
Пізніше цей інститут був розширений за рахунок відділу електронної та електротехніки. 50-річчя створення цього академічного інституту було відзначено в 1978 році, а пам'ятна марка була видана Поштою Ірану до ісламської революції 1979 року (див. Фото).
Відділ цивільного будівництва був заснований в 1955 році як інститут геодезії. Цей інститут був пізніше приєдналися інститути гідротехніки і будівельних технологій. Кафедра машинобудування був заснований в 1973 році. Ці вищі навчальні заклади були офіційно інтегровані в 1980 році і названий «інженерно-технічний університетський комплекс». Як правило, віддаючи належне науковій і навчально цифри нації, університет був перейменований в 1984 році «Рашид Насир аль-Дін Toosi (К. Н. Toosi) технологічний університет». Він пов'язаний з Міністерством науки, досліджень і технологій Ірану.
Станом на 2012 рік університет планує високотехнологічні проекти, включаючи виробництво нового супутника під назвою `` Саар '' (Шпак), а також покриттів, що ухиляються від радарів для літаків. Наукова рада університету також бере участь у багатьох промислових проектах, включаючи будівництво супутникових носіїв та корінний восьмимісний вертоліт.

## Факультети
Факультети цього університету були засновані наступним чином:
- Електротехнічний факультет (1928)[2]
- Машинобудівний факультет (1973)[3]
- Будівельний факультет (1955)
- Факультет промислового машинобудування (1998)[4]
- Факультет геодезії та геоматики (1955)
- Факультет аерокосмічної техніки (2006)
- Факультет обчислювальної техніки
- Факультет матеріалознавства та техніки
- Хімічний факультет
- Фізичний факультет
- Математичний факультет
- Центр електронного навчання (2004)

Через різноманітне походження Технологічного університету імені К. Н. Тусі факультети не зосереджені в одному кампусі. Як результат, університет має п'ять кампусів та центральний корпус. Однак план централізації університету триває.
Кожен факультет має свій комп'ютерний центр, бібліотеку та кабінет освітніх служб. Усі бібліотеки приєднані до бібліотечної мережі Сіморга . Житлові приміщення доступні для чоловіків, жінок та пар. У всіх кампусах є спортивні споруди. Університет планує розвиток філії у Венесуелі та дослідницьких центрів у Тегерані.
Центральний корпус на проспекті Мірмадада, Тегеран, є керівним органом університету та президентством, у цьому будинку знаходяться всі віце-президенти, центральні академічні служби та реєстратура. Управління освітніми послугами відбувається за допомогою системи управління освітою в Голестані, тоді як дослідження здійснюється через систему управління науковими дослідженнями Sepid.

## Рейтинги
В останньому рейтингу університетів, оприлюдненому Times Higher Education Supplement у вересні 2016 року, Технологічний університет імені К. Н. Тусі потрапив до топ-5 університетів Ірану та від 601 до 800 найкращих університетів світу.